# 1839
1839 је била проста година.

## Догађаји

### Јануар
- 19. јануар — Британска источноиндијска компанија је заузела Аден.

### Фебруар
- 13. фебруар – Скупштина у Београду (фебруар 1839)

### Јун
- 1. јун — Џејмс Кларк Рос је постао први Европљанин који је стигао до Северног магнетског пола.
- 12. јун — Скупштина у Београду (јун 1839)
- 13. јун — Српски кнез Милош Обреновић абдицирао у корист сина Милана и напустио Србију.

### Јул
- 2. јул — Више од 50 афричких робова се побунило на броду Амистад за превозу робова код обале Кубе.

### Август
- 23. август — На почетку Првог опијумског рата са Кином, Велика Британија је заузела Хонгконг.

### Новембар
- 3. новембар — Британске фрегате су код Кантона потопиле неколико кинеских џунки, чиме је почео Први опијумски рат против Кине.

## Рођења

### Јун
- 16. јун — Јулијус Петерсен, дански математичар. (†1910).

### Август
- 19. новембар — Емил Шкода, чешки индустријалац. (†1900).

## Смрти

### Јул
- 1. јул — Махмуд II, турски султан.
- 8. јул — Милан Обреновић, српски кнез